# Frank Melrose
Frank Melrose (* 26. November 1907 in Sumner, Illinois; †  1. September 1941 in Hammond, Indiana; eigentlich Franklyn Taft Melrose), auch als Kansas City Frank bekannt, war ein US-amerikanischer Jazz- und Blues-Pianist.
Frank Melrose ist der jüngere Bruder von Walter und Lester Melrose, die 1918 in Chicago die Melrose Brothers Music Company aufbauten. Franks erstes Instrument war die Violine, später wechselte er zum Piano. Sein Spiel war stark von den Geschäftspartnern seiner Brüder, Jelly Roll Morton sowie Clarence Williams, beeinflusst; 1924 verließ er seine Heimatstadt und arbeitete zeitweise in St. Louis (Missouri), Kansas City, Detroit und gelegentlich in Chicagoer Clubs mit Morton. Er wurde dann in der Chicago Blues und Jazzszene der 1920er und 1930er Jahre bekannt, u. a. mit The Cellar Boys mit Wingy Manone und Bud Freeman. 1928 entstanden Platten-Einspielungen mit der Beale Street Washington Band („Forty and Tight and Piggly Wiggly“); 1929 nahm sein Bruder Lester Klavier-Soli von ihm auf („Pass the Jug“, „Jelly Roll Stomp“), die unter dem Pseudonym „Broadway Rastus“ veröffentlicht wurden.
 
1930 nahm er den „Jelly Roll Blues“ und andere Titel auf, die bei Brunswick Records als  Race Records unter dem Pseudonym „Kansas City Frank“ erschienen und eine Weile für das Werk von Morton gehalten wurden. Weitere Aufnahmen entstanden Ende der 1930er mit Wingy Manone und Junie Cobb.
In den 1930er Jahren trat Melrose in kleinen Clubs und Bars auf, sowohl als Solist als auch als Bandmitglied. Daneben arbeitete er in einer Fabrik, um seine Familie zu versorgen. Gelegentlich nahm er mit Johnny Dodds und anderen Musikern auf. Seine letzte Aufnahmesession hatte er 1941 mit Bud Jacobson's Jungle Kings. Während der Kriegszeit war er zeitweise in einem Rüstungsbetrieb beschäftigt. Melrose wurde 1941 tot auf der Straße aufgefunden, nachdem er möglicherweise nach einem Aufruhr in einem Club in Hammond (Indiana) ermordet wurde.  